# جنداح
جَنْداح (الاسم العلمي: Solandra)، جنس نباتات جنبية معمرة مُزهرة من فصيلة الباذنجانية. الاسم العلمي مُهدى إلى عالم الطبيعة السويدي دانيال كارل سولاندر. أعطانها الكاريبي، المكسيك، أمريكا الجنوبية.